# Pilote (périodique)
Pour les articles homonymes, voir Pilote.
Pilote est un magazine hebdomadaire de bande dessinée français publié d'octobre 1959 à octobre 1989. Dans ses premières années, c'est un magazine jeunesse diversifié qui, outre de la bande dessinée, publie des nouvelles, romans, jeux, blagues et reportages en tous genres. La bande dessinée prend cependant une place de plus en plus importante au milieu des années 1960 et occupe plus de 80 % du périodique dès la fin de la décennie.
Créé par, entre autres, René Goscinny, Albert Uderzo, François Clauteaux (l'initiateur du projet), Jean-Michel Charlier, Jean Hébrard, René Ribière et Charles Courtaud. Il est racheté par Dargaud dès 1960, ce qui permet de faciliter son développement. Destiné aux jeunes adolescents à son lancement, Pilote modernise profondément la presse jeunesse dans les années 1960, avant de s'orienter progressivement vers un public plus âgé, notamment lorsqu'il devient mensuel en 1974. En 1986, Pilote fusionne avec Charlie mensuel pour former Pilote & Charlie. Redevenue Pilote en 1988, la revue disparaît l'année suivante, dans un contexte de crise généralisée des mensuels de bande dessinée.
Pilote a eu une influence déterminante sur la bande dessinée française et sur le marché éditorial français, les fondateurs de L'Écho des savanes, Métal hurlant et Fluide glacial en étant issus. C'est dans cette revue qu'ont été créées de nombreuses séries à grand succès, au premier rang desquelles Astérix d'Albert Uderzo et René Goscinny, Tanguy et Laverdure de Jean-Michel Charlier et Uderzo puis Jijé, Achille Talon de Greg, Blueberry de Jean Giraud et Charlier et Valérian de Jean-Claude Mézières et Pierre Christin.
Vingt et un auteurs réguliers de Pilote ont obtenu le Grand prix de la ville d'Angoulême : Jijé, Jean-Marc Reiser, Fred (Philémon, Timoléon), Giraud/Moebius, Claire Bretécher (Cellulite), Jean-Claude Forest (Hypocrite), Mézières, Jacques Tardi, Jacques Lob, Enki Bilal, Philippe Druillet, Hugo Pratt, René Pétillon, Max Cabanes, Marcel Gotlib (Les Dingodossiers avec Goscinny puis la Rubrique-à-brac), Morris (Lucky Luke avec Goscinny), Gérard Lauzier, Nikita Mandryka (Le Concombre masqué), Uderzo, Martin Veyron et Baru. Même Marijac, Paul Gillon et Frank Margerin, récompensés par ce prix entre 1977 et 1994, avaient collaboré à Pilote pendant au moins trois ans.
Charlier y a également créé avec MiTacq Jacques Le Gall et Goscinny avec Jean Tabary Valentin le Vagabond puis Iznogoud. Ont également été publiés dans Pilote Le Grand Duduche de Cabu, Norbert et Kari de Christian Godard, Sergent Laterreur de Touïs et Frydman, Le Génie des alpages de F'Murrr, Jonathan Cartland de Michel Blanc-Dumont et Laurence Harlé qui reçurent le Prix du Meilleur Album de l'Année en 1988 au Festival BD d'Angoulème pour l'album : Les Survivants de l'Ombre et Le Vagabond des limbes de Julio Ribera et Godard. Parmi les collaborateurs réguliers de la revue de 1959 à 1989 figurent également : Martial, Guy Mouminoux/Dimitri, Guy Vidal, Gébé, Jean Mulatier, Alexis, Daniel Billon, Jean-Claude Morchoisne, Yves Got, Patrice Leconte, Jean Solé, Jean-Pierre Dionnet, Sirius, Annie Goetzinger, Philippe Bertrand, Floc'h, Jean-Pierre Gibrat, Jean-Pierre Autheman et Philippe Petit-Roulet.
Depuis l'été 2003, cinq hors-série thématiques de Pilote sous-titrés « Pilote, le journal qui s'amuse à revenir » ont été publiés de manière ponctuelle en fonction de l’actualité. Y sont publiés d'anciens auteurs importants du magazine et des auteurs plus contemporains.

## Historique

### Les débuts

#### La création
L'idée de Pilote naît vers la fin 1958 d'abord à l'initiative du publicitaire François Clauteaux, puis secondé par cinq hommes de presse et de bandes dessinées qui ont l'idée de créer un journal périodique pour jeunes. Ces six hommes (dont Jean-Michel Charlier, Albert Uderzo, René Goscinny, Raymond Joly, chef du service de presse de Radio Luxembourg et Jean Hébrard), ont pour ambition de créer une sorte de « Paris Match pour jeune » où, même si la bande dessinée doit jouer un rôle important, elle ne doit pas représenter l'intégralité du journal et doit côtoyer les grands sujets d'actualité. Le premier titre avancé pour ce nouveau journal est Champion, du nom d'une émission pour les jeunes diffusée sur Radio Luxembourg.
Une première maquette est réalisée par Édifrance, sur les bases du fascicule mort-né Supplément illustré publié par cette même maison d'édition. Au sommaire de cette maquette, notamment, une adaptation en bande dessinée du Roman de Renart par Albert Uderzo et René Goscinny, mais ce projet tombera à l'eau quand Raymond Poïvet les informe que Jean Trubert travaille sur une bande dessinée similaire. Les deux compères, obligés de trouver une nouvelle idée, se penchent sur l'Histoire de France pour trouver l'inspiration. De là naquit la série Astérix.
Une fois le contenu artistique et journalistique défini, il faut réunir la somme nécessaire pour réaliser le journal. Chaque membre de la rédaction apporte sa caution et il est fait appel à de nouveaux bailleurs de fonds. Contactés par Raymond Joly, René Ribière et Charles Courtaud, deux éditeurs du Centre républicain, quotidien de Montluçon, s'associent au capital. Radio Luxembourg prend indirectement 20 % des parts par l'intermédiaire de Joly. Edifrance et François Clauteaux complètent le tour de table. Plusieurs numéros zéro du journal sont créés afin de démarcher les annonceurs. Ces numéros, conçus par Jacques Dagues, sont réalisés par les cinq ou six personnes travaillant pour le journal. À partir du mois de septembre 1959, le rédacteur en chef du journal, François Clauteaux, intervient régulièrement sur les ondes de Radio Luxembourg pour annoncer la sortie prochaine du journal. Ces interventions régulières se succèdent jusqu'au 29 octobre 1959, date de sortie du premier numéro.

#### Le premier numéro
La sortie de ce no 1, le 29 octobre 1959, qui marque le lancement du magazine, est un véritable succès : le soir même, 300 000 exemplaires sont vendus. Imprimé sur un grand format inhabituel de 36,5 × 26,5 cm, sous-titré « le grand magazine illustré des jeunes », il contient des articles sur divers sujets comme l'exploration spatiale ou l'ascension de l'Everest. Le footballeur français Raymond Kopa donne quelques conseils dans un article. Animé par Jean-Paul Rouland, Marcel Fort et Rodolphe, Le club des joueurs propose des énigmes et des expériences diverses. Les Enquêtes de l'Inspecteur Robillard sont animées par Pierre Bellemare et Marc Moallic. Une double page didactique, au centre du journal, représente un Vaisseau du Grand Siècle. Un grand concours intitulé Où est l'erreur ? est illustré par Jidéhem et parrainé par Esso.
La bande dessinée occupe une place importante, mais moindre que les rédactionnels. Certaines comme Astérix d'Albert Uderzo et René Goscinny, Le Démon des Caraïbes de Jean-Michel Charlier et Victor Hubinon, Tanguy et Laverdure de Jean-Michel Charlier et Albert Uderzo et Jacques Le Gall de Mitacq et Jean-Michel Charlier marqueront le neuvième art. D'autres seront plus éphémères comme Pistolin de Jean-Michel Charlier et Victor Hubinon (une série issue d'un journal du même nom qui a connu une brève existence), Bison Noir de Guy Bertret, Jacques Ledrain et Lucien Nortier (adaptation d'un feuilleton radiophonique de Radio Luxembourg), P'tit Pat de Rémo Forlani et Jacques Dagues, Jacquot le mousse de René Goscinny et Christian Godard, Mark Trent voyage dans le temps de Raymond Poïvet et Zappy Max (Ça va bouillir !) de Maurice Tillieux et Saint-Julien, pseudonyme de Hugo De Haan. René Goscinny signe aussi les récits du Petit Nicolas illustré par Jean-Jacques Sempé, une série créée auparavant dans le journal belge Le Moustique. Une série historique est aussi au sommaire avec, dans ce premier numéro, L'évasion de Jean Bart par Robert Gigi.

### Les premières années

#### Les difficultés financières
Après le lancement du journal, les numéros gardent la même ligne jusqu'à la fin de l'année 1959. Le rédacteur en chef François Clauteaux est remplacé par Raymond Joly après six numéros. Dans le no 10 du 31 décembre 1959, est publié un court récit humoristique intitulé Dupont de l'Alma par Jean Tabary. Rapidement, le journal devient un véritable magazine pour les jeunes avec des articles signés par les meilleurs journalistes de l'époque comme Lucien Barnier, les meilleurs sportifs de l'époque comme le footballeur Just Fontaine ou le coureur à pied Abdou Seye, et une couverture qui privilégie les photographies au dessin. Des rédactionnels spéciaux sont régulièrement publiés, sur la science, les biographies de sportifs, la musique, le cirque ou encore l'Histoire. Les séries de bandes dessinées des débuts sont toujours au rendez-vous : L'inspecteur Robillard, après avoir animé les jeux, devient une série à part entière, Zappy Max abandonne les textes en dessous des images et passe au phylactères. Des nouveautés apparaissent comme Jehan Pistolet de René Goscinny et Albert Uderzo, Rosine de Jean-Michel Charlier et Martial, et des récits historiques comme celui d'Ivanhoé.
Malgré son succès, Pilote rencontre de graves difficultés de trésorerie : les exclusivités que réserve le journal à ses lecteurs coûtent très cher. De plus, l'agence chargée de distribuer le journal retarde énormément ses paiements. Enfin, les Nouvelles Messageries de la Presse Parisienne retiennent les invendus, puis les retournent en bloc après le huitième numéro. Sollicités pour apporter des fonds, les éditeurs du Centre républicain prennent peur et demandent le remboursement de leur apport initial,. Pilote se retrouve dans une situation catastrophique. Hébrard, Charlier et Goscinny se mettent en quête d'un repreneur. Des éditeurs sont intéressés pour sauver le journal ; le plus sérieux est Charles Dupuis, des éditions du même nom. Déjà responsable du journal Spirou, il voit dans l'achat de Pilote le moyen de toucher un public plus âgé. Mais les deux autres membres du triumvirat de direction de Dupuis, son frère Paul et René Matthews, leur beau-frère, mettent leur veto à cette reprise. Dargaud remporte alors la mise après quelques semaines de négociations, et c'est pour le no 60 spécial Noël du 15 décembre 1960 que le nom du nouvel éditeur apparaît. À la fin de l'année, Denis Lefèvre-Toussaint est nommé rédacteur en chef du journal.

#### La reprise par Dargaud
Avec l'arrivée de Dargaud, le journal change légèrement de format avec, au no 66 du 26 janvier 1961, un passage au 27 × 35 cm. Le contenu rédactionnel, lui, ne change pas. Des rédactionnels sur l'actualité, la science, l'histoire sont toujours présents. Des séries présentes depuis le début du journal comme Astérix, Barbe-Rouge et Tanguy et Laverdure rencontrent un succès important et sont publiées en album dans la collection Pilote. Maurice Tillieux arrête Zappy Max (Charles Dupuis lui ayant demandé de choisir entre son contrat chez Dupuis et celui qui l'unissait à Dargaud) et Jean-Louis Devaux lui succède. De nouvelles séries éphémères font leur apparition : Pierre et Paul est publié à partir du no 88 du 29 juin 1961 et Les Divagations de Monsieur Sait-Tout à partir du no 105 du 26 octobre 1961. Sont publiées aussi deux séries anglaises issues d'Eagle, Jeff Arnold un western de Charles Chilton et Frank Humphris, ainsi que Frazer l'Africain de Frank Bellamy et George Beardmore.
Dans le no 105, spécial deuxième anniversaire, est publiée la série Allo ! DMA de Jean-Michel Charlier et Raymond Poïvet qui devient par la suite Guy Lebleu. Marcel Bisiaux est nommé rédacteur en chef du journal en janvier 1962, mais il faut attendre le mois de mai pour que la ligne éditoriale évolue. Les récits complets deviennent de plus en plus présents : certains, comme Tromblon et Bottaclou de René Goscinny et Christian Godard, ne font l'objet que de quelques histoires, mais d'autres, comme Séraphin contre Angelure de Jean Chakir créé dans le no 120 du 8 février 1962 et surtout Valentin le vagabond de Jean Tabary créé dans le no 123 du 1er mars 1962, perdurent pendant plusieurs années. Les photos en couverture laissent peu à peu la place à des illustrations pleine page.
Une nouvelle formule du journal est lancée à partir du no 133 du 10 mai 1962. Le slogan change pour devenir le « Grand magazine des jeunes », puis très rapidement « Le magazine des jeunes de l'an 2000 ». Les dimensions passent à un format de 23,5 × 31,5 cm et la pagination prévoit seize pages supplémentaires. La série Belloy d'Albert Uderzo et Jean-Michel Charlier, parue auparavant dans le journal belge La Wallonie, est republiée à partir de ce numéro. C'est aussi dans le no 133 qu'est créée, sous forme de roman, la série Bob Morane par Henri Vernes. Des rédactionnels sur les programmes de la télévision font leur apparition. La série Le Grand Duduche de Cabu est créée dans le premier numéro de l'année 1963.
Avec le succès du magazine Salut les copains, le journal essaie de s'adresser de plus en plus aux adolescents, multipliant les chroniques sur les stars du sport et surtout de la chanson. Les yéyés, Johnny Hallyday, Françoise Hardy, Sheila et Sylvie Vartan occupent la couverture de Pilote chaque semaine. À partir du no 183 du 25 avril 1963, le journal prend un ton « copain » avec ses lecteurs. Quelques nouvelles bandes dessinées apparaissent malgré tout durant cette période. La série Norbert et Kari de Christian Godard, créée dans le no 195 du 18 juillet 1963, fera les beaux jours du journal pendant plusieurs années. Cependant, la série P'tit Pat, présente depuis le début du journal, disparaît à partir du no 183. Ce changement est rejeté en masse par les lecteurs et les ventes s'effondrent rapidement. Marcel Bisiaux est renvoyé de son poste de rédacteur en chef pour être remplacé par le duo composé par René Goscinny et Jean-Michel Charlier.

#### Recentrage sur la bande dessinée
Le duo René Goscinny et Jean-Michel Charlier entre en fonction à partir du no 203 du 12 septembre 1963. Les nouveaux rédacteurs en chef mettent la bande dessinée à l'honneur, qui remplace rapidement les stars de la chanson pour jeunes. Fort Navajo, qui devient très vite Blueberry, est créée dans le no 210 du 31 octobre 1963 par Jean-Michel Charlier et Jean Giraud. Dans le numéro suivant, c'est la série Achille Talon de Michel Greg qui fait sa première apparition. Des animations sont montées pour faire participer le lecteur. Ainsi, un concours est lancé pour donner un nom au petit chien apparu dans l'histoire Le Tour de Gaule d'Astérix. Les résultats sont dévoilés dans le no 216 du 12 décembre 1963.
Pour recentrer un peu plus la bande dessinée en son cœur, les héros du journal sont désormais mis en scène lors des numéros spéciaux et sur les couvertures. 1964 voit l'arrivée de séries éphémères, comme Eric Murat de Franck-Dominique et Francisco Hidalgo dans le no 228, qui se déroule dans le milieu des courses automobiles, et Tiger Joe de Jean-Michel Charlier et Victor Hubinon dans le no 240 qui met en scène un chasseur de fauves. Astérix et Cléopâtre est publiée du no 215 au no 257, elle devient rapidement l'une des histoires les plus marquantes de la série. C'est durant cette période que la série Astérix se détache nettement des autres ; à partir du no 300 du 22 juillet 1965 le journal prend même pour sous-titre « Le Journal d'Astérix et Obélix ». L'émission radiophonique Pilote, diffusé sur Radio Luxembourg, s'arrête au début de l'année 1965.
Le succès d'Astérix profite aux autres séries de bande dessinée qui occupent trente pages des quarante-huit que compte Pilote. Ce succès incite à adapter Bob Morane, jusque-là publié sous forme de roman illustré, en bande dessinée par Gérald Forton. Le Petit Nicolas n'a pas cette chance puisque sa publication s'arrête à partir du no 309. Plusieurs auteurs avec un ton différent débutent dans le journal en 1965. Gotlib signe Les Dingodossiers avec René Goscinny au scénario à partir du no 292 du 27 mai 1965. Fred commence sa série poétique Philémon dans le no 300. Nikita Mandryka débute plus discrètement et s'affirmera dans les années suivantes. Le journal évolue progressivement au cours de l'année, les grandes histoires complètes sont remplacées par des récits courts de deux ou trois planches dont les auteurs principaux sont Christian Godard, Jean Chakir et Martial. À partir du no 321, le journal adopte un nouveau slogan : « Mâtin quel journal ! ».

#### Le phénomèneAstérix
L'année 1966 marque le triomphe définitif d'Astérix sur les autres séries du journal. Les ventes d'albums explosent, Astérix chez les Bretons se vend à 600 000 exemplaires deux semaines après sa sortie. Ses aventures sont adaptées en feuilleton radiophonique sur France Inter avec, notamment, Roger Carel comme interprète. Plusieurs grands journaux font des articles, dont Paris Match et surtout L'Express qui, en septembre, fait sa une sur « le phénomène Astérix, la nouvelle coqueluche des Français ». Certains intellectuels déclarent avoir Astérix comme livre de chevet. Dans l'hebdomadaire, la nouvelle histoire intitulée Astérix et les Normands est publiée du no 340 au no 361. Ce succès oblige Albert Uderzo à laisser le dessin de Tanguy et Laverdure à Jijé, ne pouvant plus s'occuper de deux séries en même temps.
Cette même année, la série Fort Navajo est renommée en Blueberry. René Follet encre désormais les planches de Jacques Le Gall pour le compte de Mitacq. Des nouveaux auteurs font leur entrée dans l'hebdomadaire, Géri, Georges Pichard, Georges Lacroix, Pierre Christin et Jean-Claude Mézières. Après l'interdiction du mensuel Hara-Kiri en mai, Gébé et Jean-Marc Reiser intègrent l'équipe de Pilote, mais René Goscinny, qui trouve leur dessin trop déroutant pour les lecteurs de Pilote, les cantonne à écrire des scénarios. La pagination passe de 48 à 52 pages à partir du no 364 du 13 octobre 1966, pour faire face à l'augmentation des histoires complètes. Parallèlement, le nombre de suppléments augmente.

### L'âge d'or dePilote

#### Une année de transition
L'année 1967 est considérée comme une année de transition dans l'histoire de Pilote. Des séries piliers comme Guy Lebleu et Jacques Le Gall quittent définitivement les pages du journal, alors que de nouveaux auteurs comme Jean Mulatier, Derib, Loro, Henri Dufranne Henri Desclez ou Bob de Groot sont au sommaire. Jean-Claude Mézières et Pierre Christin publient, du no 420 au no 434, l'histoire Les Mauvais Rêves, la première de la série Valérian et Laureline, qui devient rapidement l'une des références de la bande dessinée de science-fiction. Dans le même registre, Georges Pichard et Jacques Lob créent la série Submerman. Toujours aussi prolifique, Astérix place deux histoires dans l'année, Astérix légionnaire (avec la première apparition de Falbala) et Le Bouclier arverne. Elle est aussi adaptée pour la première fois au cinéma avec le film animé Astérix le Gaulois. Victime d'un accident, Victor Hubinon laisse sa place à Eddy Paape et Jijé pour dessiner l'histoire Pirate sans visage de la série Barbe-Rouge. Tanguy et Laverdure est adaptée en série télévisée sous le titre Les Chevaliers du ciel. Jean-Marc Reiser et Gébé sont autorisés, à partir du no 408, à publier leurs propres histoires. Spécialiste de l'histoire de l'Ouest américain, George Fronval, qui a accompagné les débuts du journal, scénarise la BD La fantastique épopée du Far-West, illustrée par Jean Giraud et Jean Marcellin.

#### 1968: une année de contestation
En France, l'année est bouleversée par les conflits sociaux de Mai 68. Les grèves et l'agitation qui en découle obligent l'hebdomadaire à interrompre sa parution lors des trois premières semaines de juin, à la suite de difficultés d'approvisionnement. La crise touche aussi la rédaction du journal. René Goscinny est convoqué dans une brasserie de la rue des Pyramides par une vingtaine de personnes, dont Jean Giraud, Mézières et Nikita Mandryka. Certains font partie de l'équipe de Pilote, d'autres sont membres du Syndicat autonome des dessinateurs de journaux. Ils forment une sorte de « tribunal du peuple » qui, au cours d'un « procès quasi stalinien », le traite de « suppôt du patronat ». Giraud et Mézières sont parmi les plus agressifs. René Goscinny est profondément meurtri et désenchanté par ce conflit mené par de jeunes confrères qu'il avait pourtant contribué à lancer dans le métier. Le magazine devient « en quelque sorte l'organe du marais soixante-huitard ».
Le numéro 473 de Pilote contient une planche dessiné par Cabu ayant pour nom Ce qui a changé dans le lycée de Duduche. Il  s'agit d'une caricature présentant un lycée avant et après mai 68.

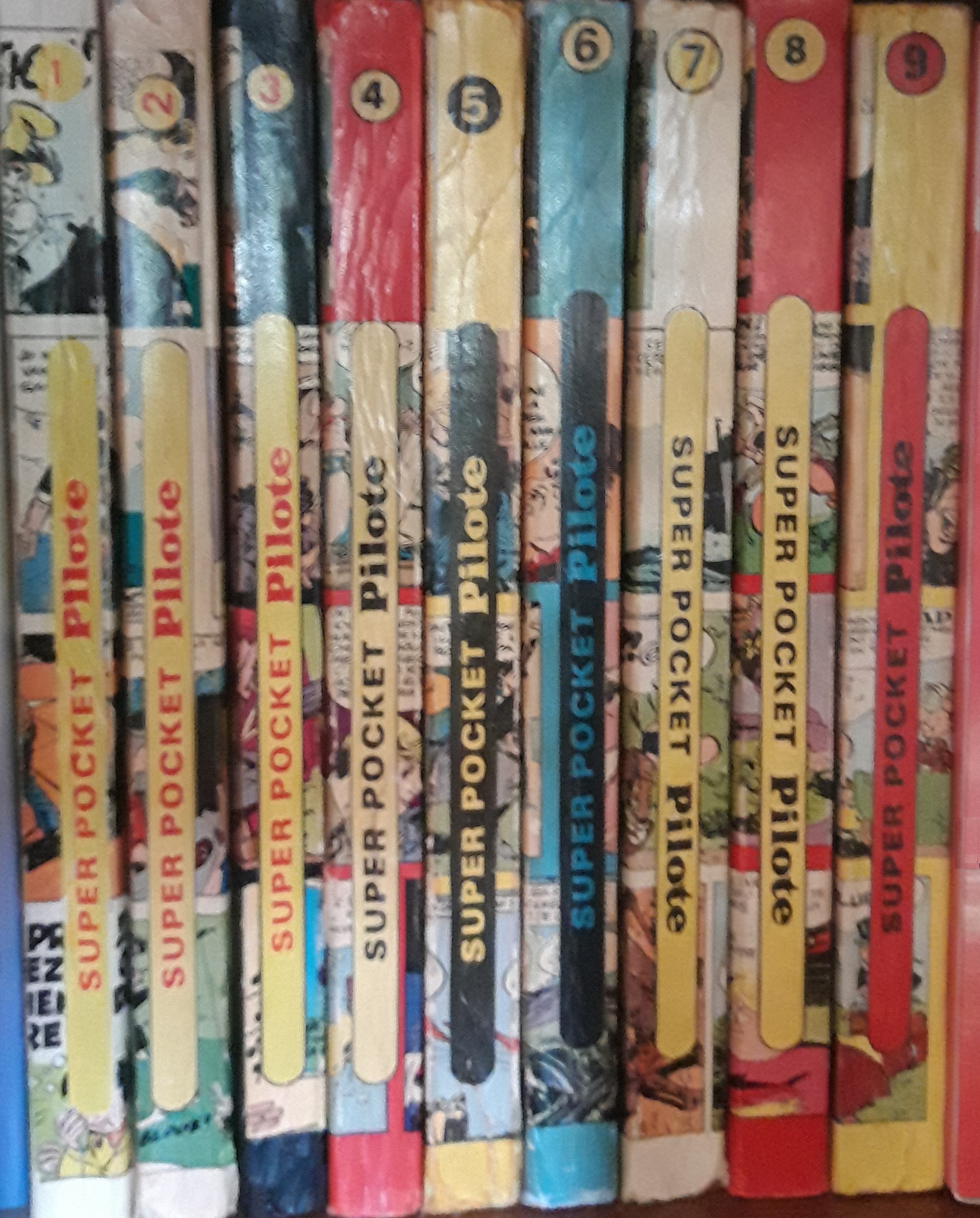
Super Pocket Pilote 1968-70.

Un trimestriel au format de poche, intitulé Super Pocket Pilote, est lancé début juin. Sa parution est postérieure aux événements de mai 68, parce que les grèves l'avaient retardée. Il propose de nombreux récits complets inédits mettant en scène des séries de Pilote, ainsi que des jeux et du rédactionnel. Neuf numéros paraissent jusqu'en septembre 1970,.
René Goscinny et la rédaction de Pilote mettent également en place des innovations pour coller à la nouvelle société en train de naître en France : à partir du no 456, le journal publie des Pages d'actualités dessinées par ses principaux collaborateurs et par de jeunes talents comme Alexis. Pour coller un peu plus à l'actualité, Astérix part faire les Jeux olympiques alors que les Jeux olympiques d'hiver de Grenoble s'apprêtent à ouvrir.
Cette année-là, Pilote accueille aussi deux transfuges de séries scénarisées par Goscinny : la première est Lucky Luke, dessinée par Morris et publiée depuis 1946 dans Spirou, la seconde étant Iznogoud, dessinée par Jean Tabary et publiée dans Record.
Enfin, Gotlib publie seul sa première série, la Rubrique-à-brac.

#### Un journal pour les plus âgés
Après les événements de 1968, Pilote suit les bouleversements de la société française. Au fur et à mesure, Pilote tente de s'adresser à un lectorat plus âgé. Les Pages d'actualités se multiplient avec de nombreux auteurs comme Gébé, Gotlib, Cabu ou encore Jean-Marc Reiser. À partir du no 527, Albert Uderzo fustige les premiers théoriciens de la bande dessinée dans la rubrique Amicales coopérations, qui devient rapidement un laboratoire qui accueille de jeunes auteurs comme Jean-Marie Pélaprat, Serge de Beketch et Patrice Ricord. HAL 9000, l'ordinateur du film 2001, l'Odyssée de l'espace, programme un numéro complet (le no 490) et est mis en scène dans plusieurs récits. Alexis et Jean-Marie Pélaprat créent le personnage de Molyneux dans le no 508, qui déambule sur le quai d'une gare sur le principe du comique de répétition. Le 30 octobre 1969, à partir du no 521, Pilote change de formule pour fêter son dixième anniversaire. Il coûte deux francs, change de maquette et est imprimé sur un papier de meilleure qualité. Surtout, sur les soixante pages, une quinzaine sont occupées par de l'actualité. Le nouveau logo du périodique est l'œuvre du typographe Jean Alessandrini.
Plusieurs départs marquent l'année 1969. Christian Godard quitte Pilote pour n'y revenir que dix ans plus tard. Victor Hubinon et sa série de piraterie Barbe-Rouge quittent le journal après un ultime récit publié dans le Super Pocket Pilote no 3. Jean-Charles arrête sa collaboration avec l'hebdomadaire, alors que les Pilotopotins et l'Histoire de France en 80 gags se terminent. William Vance succède à Gérald Forton au dessin de Bob Morane. Pour contrebalancer, de nouvelles séries apparaissent dans le journal. Claire Bretécher signe une série féministe avec Cellulite. Guy Vidal et Antonio Parras mettent en scène un médecin au cœur de l'Australie avec Ian McDonald. Fred et Alexis créent une saga fantastique sur le voyage dans le temps avec Time is money. Malgré ses activités éditoriales au sein du journal, René Goscinny scénarise deux parodies cinématographiques illustrées par Jean Mulatier.
À partir du no 571 du 15 octobre 1970, le slogan change pour devenir « Le Journal qui s'amuse à réfléchir ». Cette même année, Guy Vidal partage ses coups de cœur artistiques dans la rubrique Nous, cette semaine on a bien aimé…, dont les avis souvent à contre-courant de l'opinion lui valent de recevoir beaucoup de courrier. Dans le no 577 du 26 novembre 1970, Jean Mulatier signe sa première des Grandes Gueules ; pendant des années, elles seront publiées en quatrième de couverture de l'hebdomadaire. En parallèle de Blueberry, Jean Giraud commence son changement de style en scénarisant différentes histoires courtes, qui aboutiront à sa signature Mœbius quelques années plus tard. Il introduit aussi Claude Auclair et Philippe Druillet à la rédaction. Le premier crée la série post-apocalyptique Jason Muller et le second redonne vie au personnage de Lone Sloane, révolutionnant avec cette série le découpage et les thèmes que l'on trouve à l'époque dans la bande dessinée classique. Jacques Tardi débute en publiant ses premiers récits à partir du no 550. René Goscinny et Albert Uderzo règlent leurs comptes avec leurs collègues frondeurs de mai 68[réf. nécessaire] dans l'histoire d'Astérix La Zizanie, publiée du no 531 au no 552. Le brutal décès de Hubuc met un terme à ses séries, notamment Le Travail.
La nouvelle formule séduit, puisque les ventes augmentent de 5 % à la fin de l'année 1970. Elle se renforce même avec une augmentation des planches thématiques sur l'art, puis sur des dossiers thématiques à la place des pages d'actualité au cours de l'année suivante. Les Éditions du Square, qui ont pris le créneau de la bande dessinée pour adultes, commencent à débaucher des collaborateurs de Pilote. Gébé quitte le journal en mai 1971 pour prendre la tête de Hara-Kiri mensuel. Il est suivi, en février 1972, par Cabu et Jean-Marc Reiser. René Goscinny dénoncera, plus tard, les attaques subies par Pilote de la part de François Cavanna pour récupérer certains auteurs de Pilote, dans un contexte de concurrence pour la bande dessinée pour adultes.
Malgré cette péripétie, Pilote n'arrête pas sa mue. À partir du no 628, la maquette de la couverture change. Le no 631 du 9 décembre 1971 est un numéro spécial pour les vingt-cinq ans de Lucky Luke avec, notamment, des hommages de Jean Giraud, Giancarlo Alessandrini, Yves Got, Philippe Druillet ou encore Martial, tandis que Morris réinterprète une planche de Blueberry. Tanguy et Laverdure disparaît définitivement de l'hebdomadaire après une dernière aventure publiée du no 579 au no 606. La série Tony Laflamme est publiée pour la dernière fois dans le no 624 ; avec elle s'arrêtent les récits historiques. Pour compenser les départs, de nouveaux auteurs comme F'murr, Vivian Miessen ou Gérald Frydman débutent dans le journal, alors que des séries sont transférées, comme Le Concombre masqué, publiée auparavant dans Pif Gadget, et d'autres créées, comme Musée Pilote de Peter Glay Thorkaël de Serge de Beketch et Loro. Dans le no 607, Pilote annonce les résultats du Concours des futurs professionnels de la bande dessinée. Dans la catégorie aventures, le premier prix est remporté par Enki Bilal, encore inconnu à l'époque. Dans les numéros 616 et 617, Jean-Claude Mézières et Pierre Christin publient un reportage de leur voyage dans l'Europe de l'Est communiste d'où ressort une vision à contre-courant de la propagande occidentale.

#### L'éclatement d'une bande de copains
L'année 1972 voit la fin de la « joyeuse bande de copains » qui avait été mise en place à Pilote. Jean-Marc Reiser et Cabu sont déjà repartis chez Hara-Kiri mensuel, mais la création de L'Écho des savanes par Bretécher, Gotlib et Mandryka, en mai 1972, marque une véritable rupture. Tout commence lorsque Nikita Mandryka propose à René Goscinny une histoire absurde du Concombre masqué, que ce dernier ne comprend pas et refuse. Vexé, Nikita Mandryka envisage de l'auto-éditer et en parle à Marcel Gotlib qui, depuis l'année précédente, collabore avec le mensuel Rock & Folk, ce qui lui permet d'avoir un pied en dehors de Pilote. L'idée suit son cours et Claire Bretécher rejoint le projet. Le succès de L'Écho des savanes, qui n'était au départ qu'une farce, finit par inciter d'autres auteurs à essayer l'aventure de l'auto-édition. Le trio figure encore quelque temps dans les pages de Pilote, mais restreint fortement sa production. Après s'être vu refuser deux scénarios, Claude Auclair quitte à son tour Pilote pour retourner chez Tintin. Jean Mulatier arrête peu à peu ses activités chez Pilote, pour proposer ses caricatures dans la grande presse.
Dans le même temps, les difficultés de la presse obligent le journal à augmenter son prix pour passer de deux francs à deux francs cinquante. La rédaction doit réagir, une version belge du journal est lancée par le Groupe Rossel à partir du no 657 du 8 juin 1972. Une nouvelle équipe est constituée avec une nouvelle génération d'auteurs. Ainsi, Enki Bilal, Annie Goetzinger, Max Cabanes, René Pétillon intègrent l'équipe. De nouvelles créations originales sont publiées, comme Pemberton de Sirius et Gérald Forton, Hypocrite de Jean-Claude Forest où il multiplie les personnages étranges et marquants, ou encore la série d'anticipation Les Mange-Bitume de Jacques Lob et José Bielsa. Le même Jacques Lob travaille au scénario d'un super-héros français. Lorsque Gotlib l'apprend, il l'informe travailler sur un projet similaire. Les deux hommes décident de s'associer sur le même projet et donnent naissance à Superdupont, publié pour la première fois dans le no 672 du 21 septembre 1972. Jean Solé affine son style et devient l'un des fidèles auteurs du journal. Il met en scène, notamment, la série Jean Cyriaque sur un scénario de Jean-Pierre Dionnet. Du no 637 au no 658, Pierre Christin et Jacques Tardi publient l'histoire Rumeurs sur le Rouergue un premier récit de politique-fiction qui inaugure la série Les Légendes d'aujourd'hui reprise en 1975 par Enkil Bilal.
L'année 1973 est marquée par le départ de trois grandes séries. D'abord Astérix, qui quitte l'hebdomadaire après la parution de l'épisode Astérix en Corse du no 687 au no 708, puis Blueberry après l'histoire Le Hors-la-loi publiée du no 700 au no 720 et enfin Lucky Luke après L'Héritage de Rantanplan.

Des membres de la « joyeuse bande de copains » en 1973
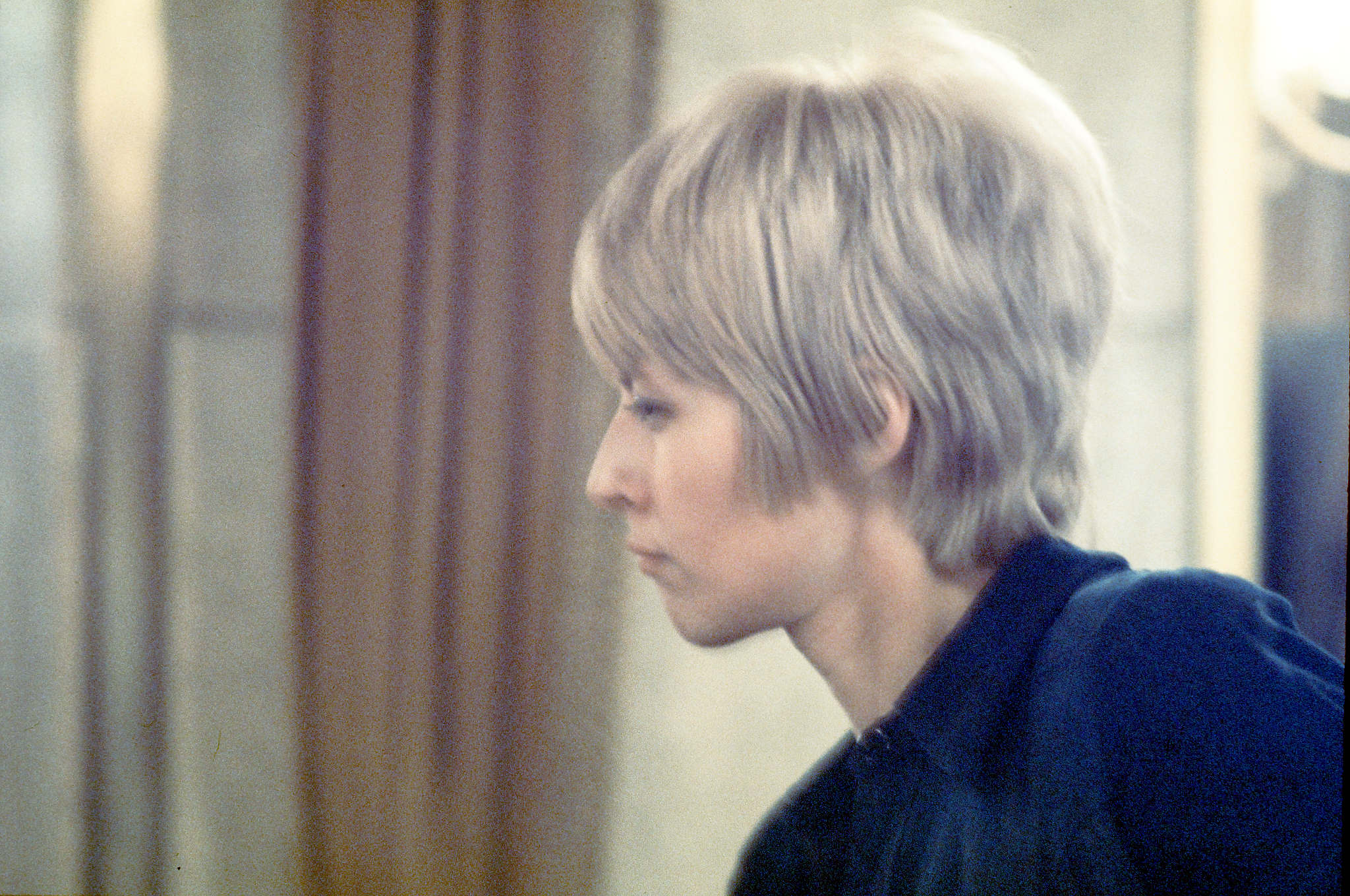
Claire Bretécher
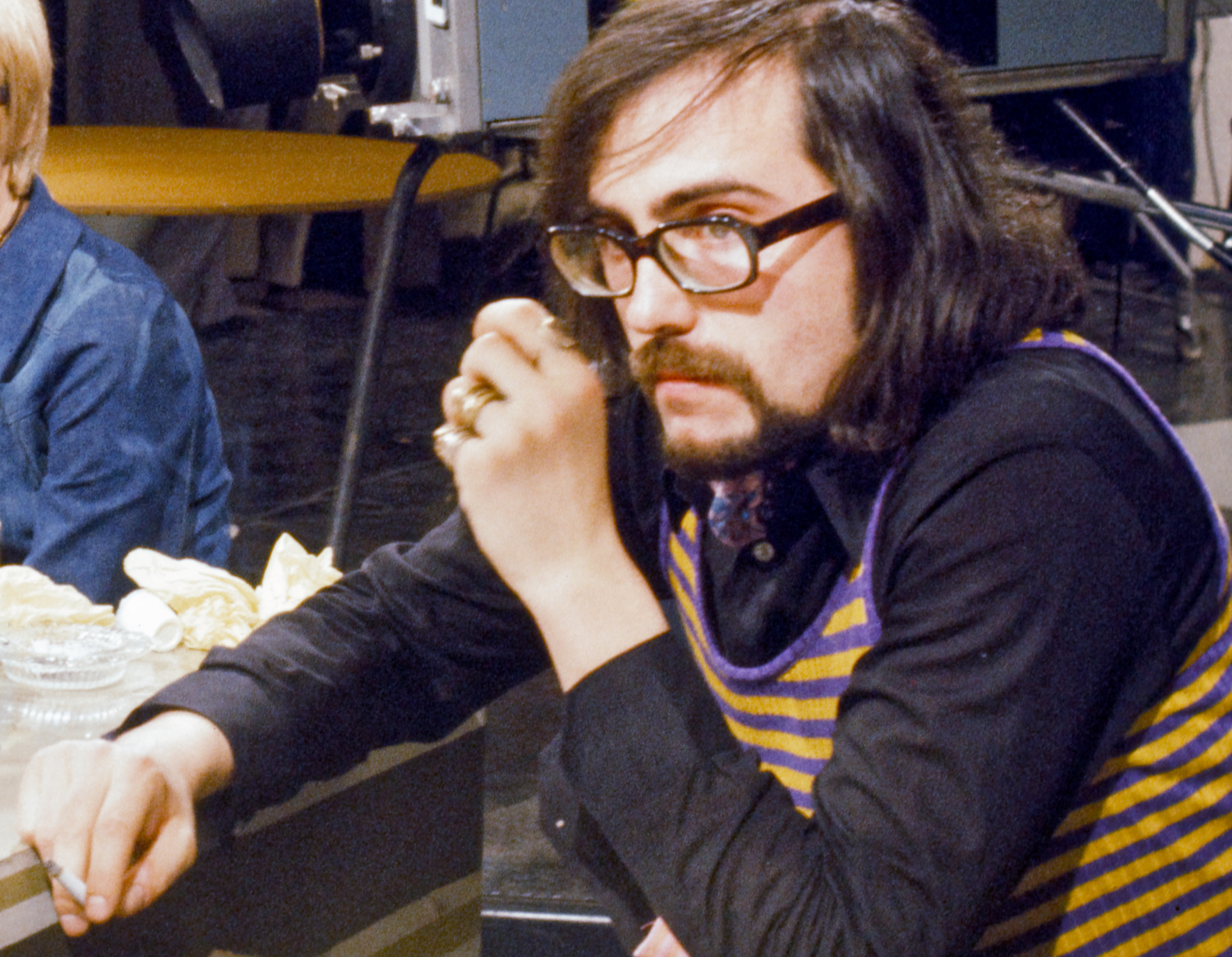
Philippe Druillet
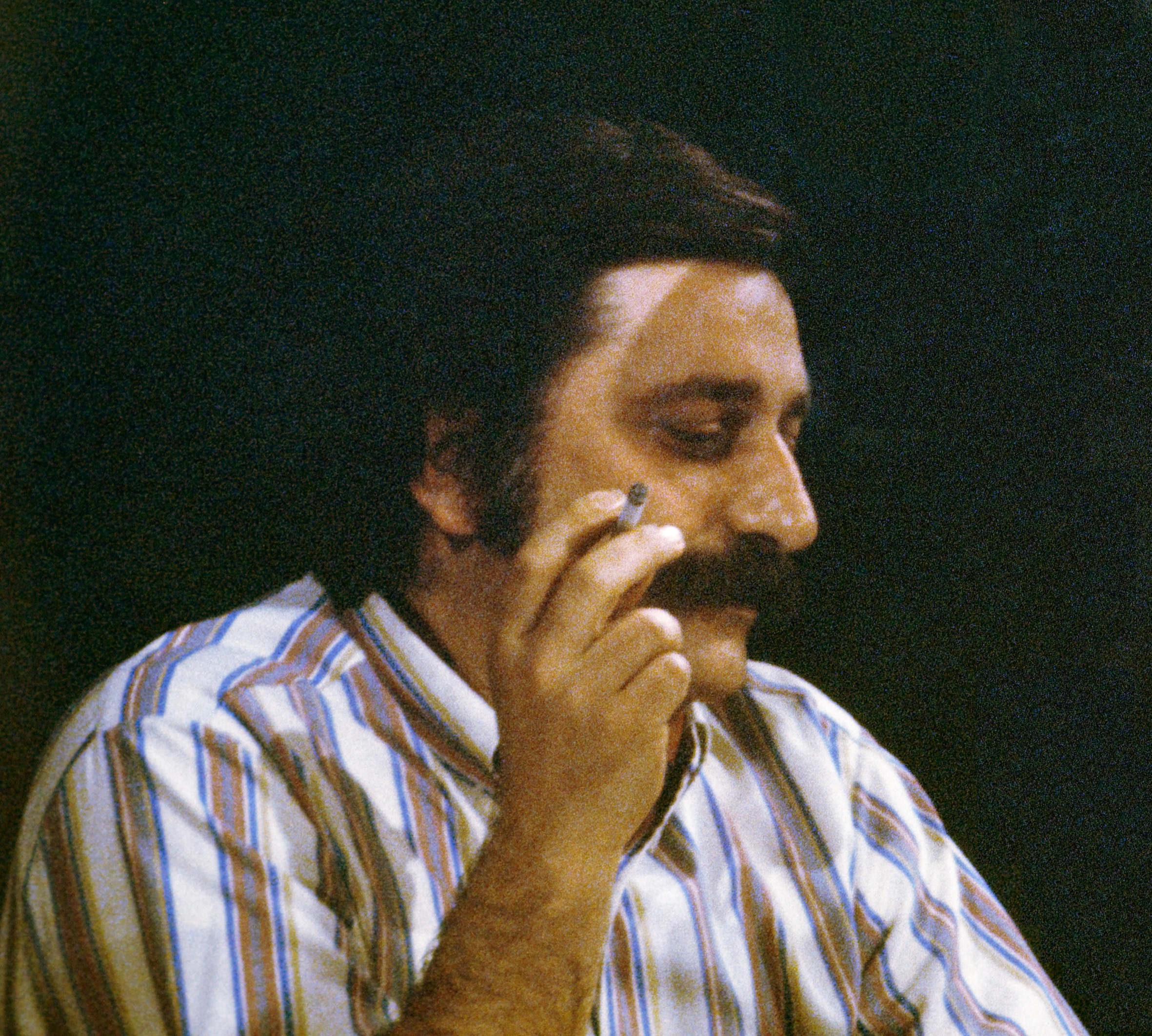
Fred
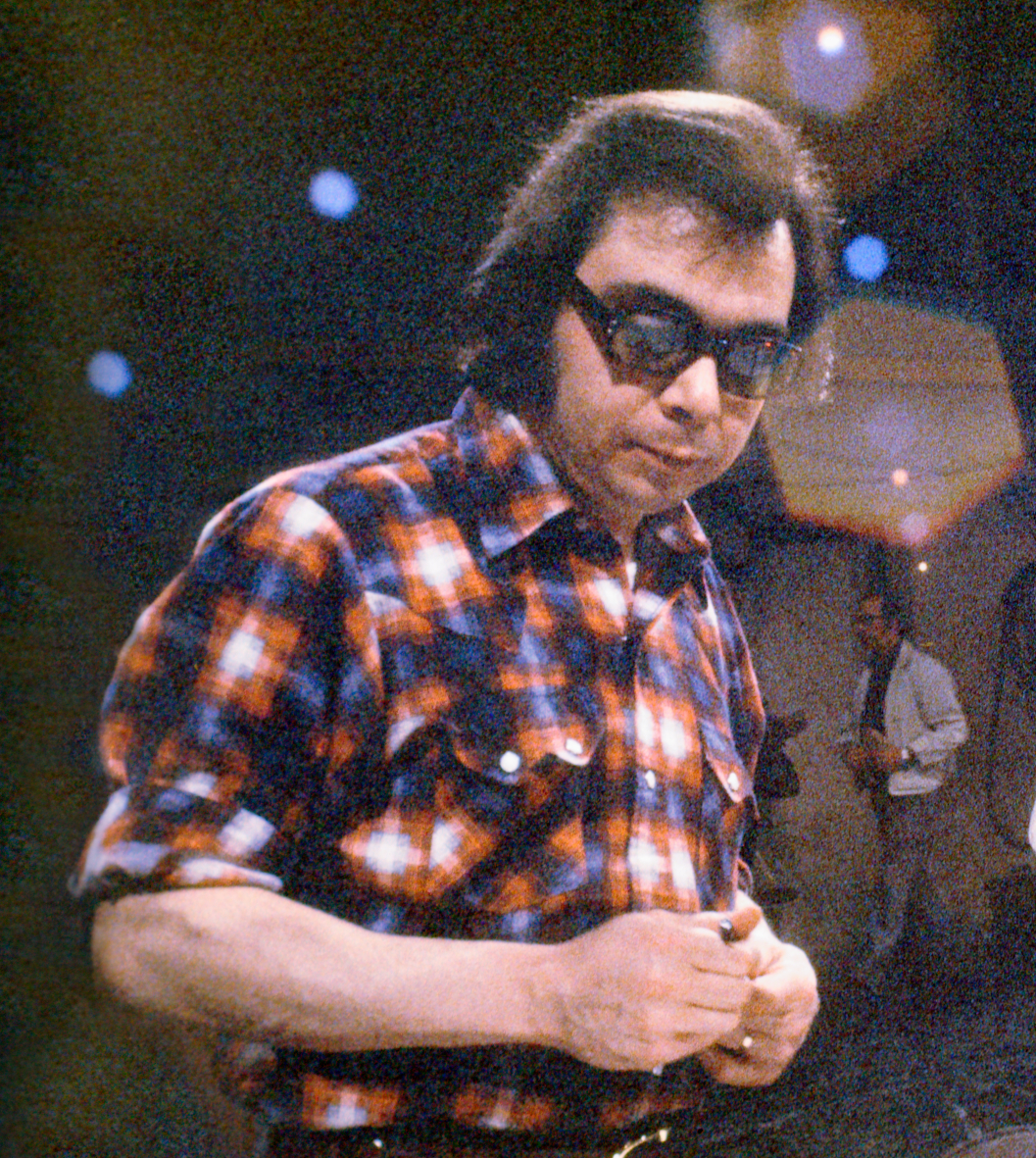
Marcel Gotlib
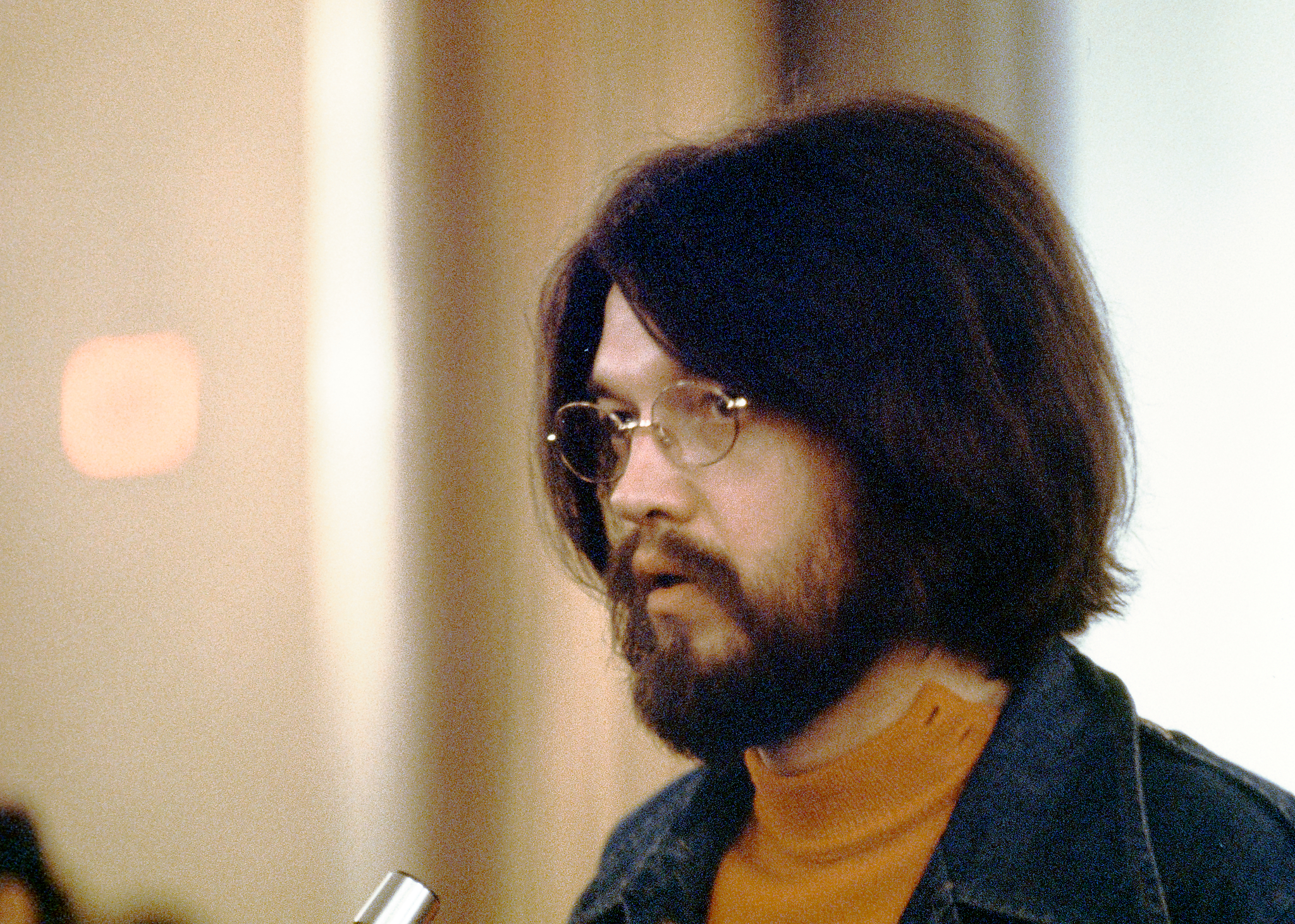
Nikita Mandryka
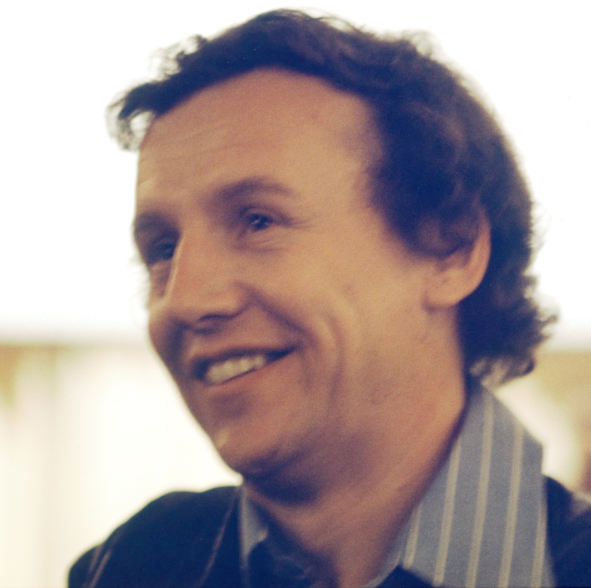
Jean-Claude Mézières
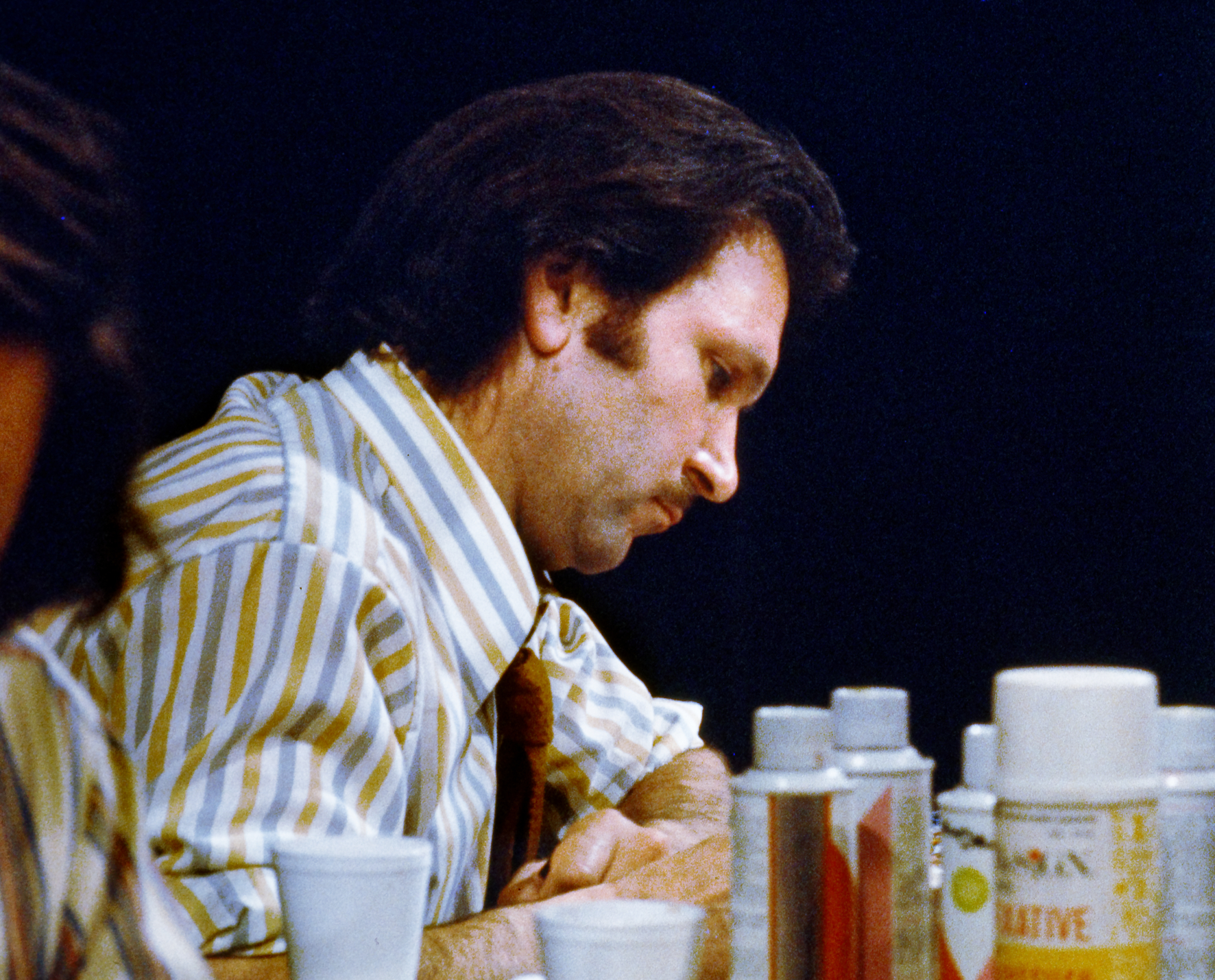
Jean Tabary
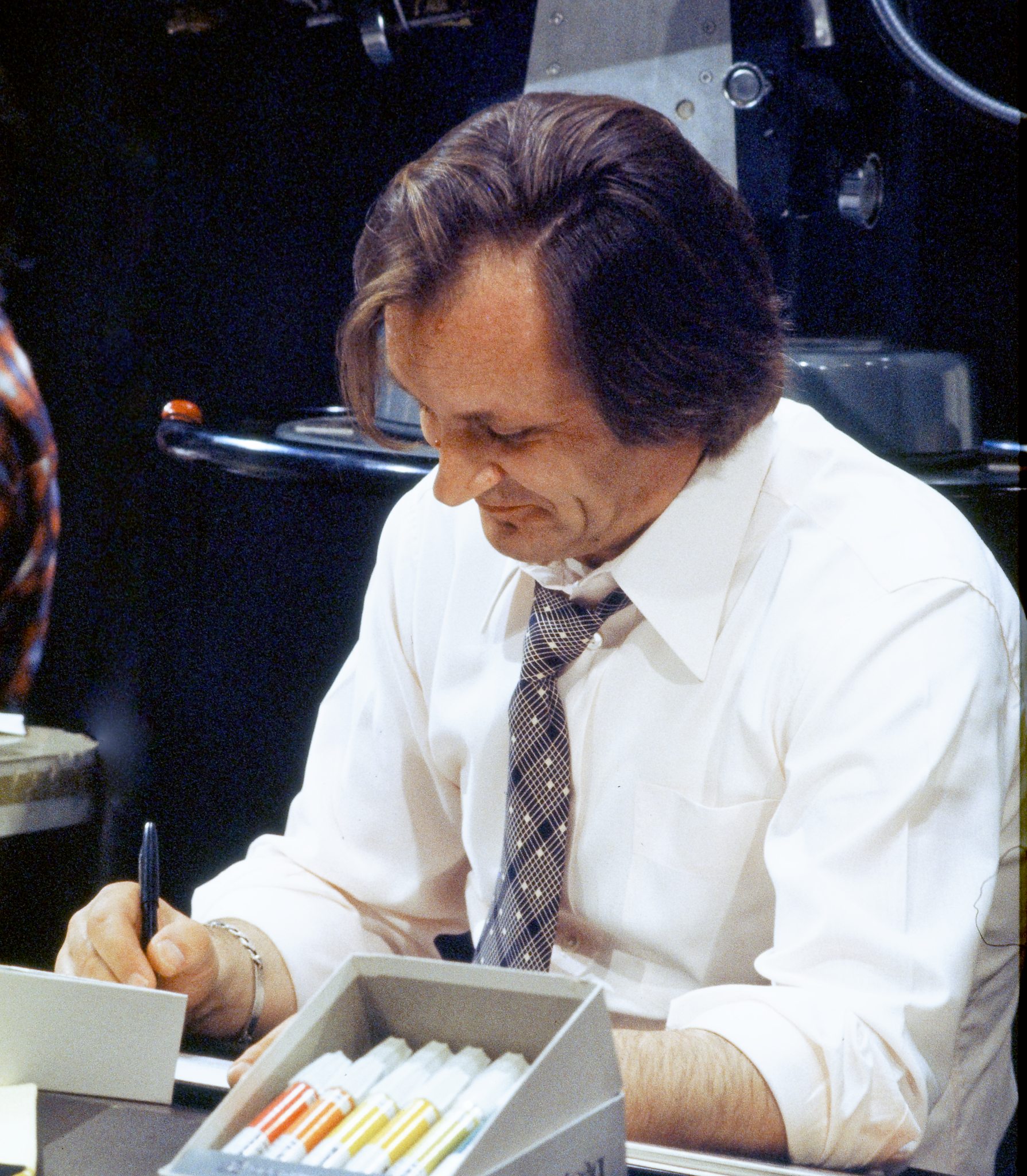
Albert Uderzo

### Les dernières années
En 1974, René Goscinny quitte le magazine et, en juin, Pilote devient mensuel. En mars 1986, il fusionne avec Charlie mensuel pour former Pilote & Charlie. Philippe Mellot, qui était rédacteur en chef de Charlie Mensuel, reprend cette fonction pour les 27 numéros de Pilote et Charlie. Il en reste rédacteur en chef lorsque Pilote et Charlie redevient Pilote en 1988 jusqu'au no 41, dernier numéro de la revue en octobre 1989, date où elle disparaît, dans un contexte de crise généralisée des mensuels de bande dessinée.
Philippe Mellot écrit, dans son dernier édito de Pilote (le n°41 d'octobre 1989) : « Au lendemain de ses trente ans, Pilote vous joue, avec ce numéro, sa dernière représentation dans les décors qui vous sont familiers. Votre magazine, l'initiateur de la bande dessinée adulte, a vécu. Celui qui a fait éclore les plus grands chefs-d'œuvre du 9e art, permis à plusieurs générations d'apprendre à lire et dont la renommée s'étend encore jusqu'à Tokyo ou San Francisco s'éteint aujourd'hui. ».

### Les retours éphémères
À partir de 2003, le titre Pilote, toujours propriété de Dargaud, est encore utilisée de façon irrégulière pour des numéros spéciaux ou événementiels, parfois en association avec d'autres publications ou éditeurs. Les premiers numéros sont dotés du slogan « Le journal qui s'amuse à revenir ».
- 19 juin 2003 : « Spécial Été 2003 »[66].
- Septembre 2004 : « Spécial Noël 2004 ».
- Avril 2008 : « Spécial Mai 1968 », pour les quarante ans de Mai 68.
- Juin 2009 : spécial « 69 année érotique », en référence à la chanson 69 année érotique de Serge Gainsbourg.
- Juin 2010 : spécial « Bande Dessinée et Cinéma ».
- février 2014 : « Hors série Gotlib » à l'occasion des quatre-vingts ans de Marcel Gotlib en association avec Fluide Glacial.
- juin 2017 : « Spécial Valérian » à l'occasion de la sortie du film Valérian et la Cité des mille planètes en association avec Spirou et Dupuis.

## Chronologie éditoriale
Les dates indiquées sont les dates de couverture. Les dates de parution ou d'envoi aux abonnés pouvaient différer.
- 1960 : Georges Dargaud rachète le journal un peu mal-en-point (pour le franc symbolique). Le rédacteur en chef est Denis Lefèvre-Toussaint.
- 1962 : Nouveau rédacteur en chef, Marcel Bisiaux.
- 3 mai 1962 (no 162) : Pilote est sous-titré « Le Magazine des jeunes de l'an 2000 »
- Fin 1963, Pilote va mal, René Goscinny et Jean-Michel Charlier sont nommés rédacteur en chef et chargés de relancer le journal.
- 22 juillet 1965 (no 300) : Pilote est sous-titré « Le Journal d'Astérix et Obélix »
- 15 octobre 1970 (no 571) : Pilote est sous-titré « Le Journal qui s'amuse à réfléchir »
- 1974 : René Goscinny lâche les rênes, Guy Vidal devient rédacteur en chef. En juin, Pilote devient mensuel.
- 3 janvier 1974 (no 739) : Pilote est sur-titré « Nouveau », et le sous-titre change chaque semaine
- 30 mai 1974 (no 760) : Dernier numéro hebdomadaire de Pilote
- 5 juin 1974 (PM no 1) : Premier numéro mensuel de Pilote, qui est sur-titré « mensuel »
- 4 septembre 1974 (PM no 4) : À partir de ce numéro, il n'y a plus de sous-titre
- Février 1980 (PM no 69) : Dernier numéro où « mensuel » est précisé au-dessus de Pilote en couverture.
- Février 1986 (PM no 140) : Dernier numéro de Pilote mensuel.
- Mars 1986 (PC no 1) : Premier numéro de Pilote & Charlie, issu de la fusion de Charlie Mensuel avec Pilote mensuel.
- Septembre 1988 (PC no 28): Le nom du mensuel redevient Pilote.
- Octobre 1989 (PC no 41) : Parution du dernier numéro.
- 19 juin 2003 : parution d'un numéro « Spécial Été 2003 », premier de la "série" des numéros exceptionnels

## Identités du journal

### Logo

Logo en 1959.
Logo en 1966.
Logo en 1968.

### Slogan
Mâtin quel journal !
Le journal qui s'amuse à réfléchir

## Contenus

### Séries connues
De nombreuses séries de bande dessinée franco-belge devenues connues ont commencé leur carrière dans Pilote. On peut citer par ordre chronologique de première apparition :
- 1959 :
  - Astérix (de René Goscinny et Albert Uderzo)
  - Tanguy et Laverdure (de Jean-Michel Charlier et Albert Uderzo)
  - Le Démon des Caraïbes, futur Barbe-Rouge (de Jean-Michel Charlier et Victor Hubinon)
  - Jacques Le Gall (de Mitacq et Jean-Michel Charlier)
- 1962 :
  - Valentin le vagabond dessiné par Jean Tabary avec la participation de Fred et de René Goscinny.
- 1963 : 
  - Achille Talon (de Greg) dont, du reste, le personnage éponyme travaille pour Polite, un journal caricaturant Pilote
  - le Grand Duduche (de Cabu)
  - Fort Navajo, futur Blueberry (de Jean-Michel Charlier et Jean Giraud)
  - Norbert et Kari par Christian Godard
- 1965 :
  - Philémon (de Fred)
  - Les Dingodossiers (de René Goscinny et Marcel Gotlib)
  - Bob Morane (de Henri Vernes), d'abord en roman, puis en BD à partir de 1965 avec Gérald Forton, puis William Vance à partir de 1968.
- 1966 :
- 1967 :
  - Lucky Luke (de René Goscinny et Morris) qui était publié auparavant dans Spirou (depuis 1946)
  - Valérian (de Jean-Claude Mézières et Pierre Christin)
- 1968 :
  - Iznogoud, à l'époque : Calife Haroun El Poussah (de René Goscinny et Tabary) qui était publié auparavant dans Record (depuis 1962)
  - Rubrique à brac (de Marcel Gotlib)
- 1969 :
  - Cellulite (de Claire Bretécher)
- 1970 :
  - Lone Sloane (de Philippe Druillet)
  - Les Grandes Gueules de Ricor, Jean Mulatier et Jean-Claude Morchoisne.
- 1971 :
  - Le Concombre Masqué (de Nikita Mandryka) qui était publié auparavant dans Vaillant, devenu Pif-Gadget (depuis 1965)
- 1973 :
  - Le Génie des alpages (de F'murr)
  - Dracurella (de Julio Ribera)
- 1975 :
  - Léonard (de Turk et de Groot)
  - Tranches de vie (de Gérard Lauzier)
- 1978 :
  - Les Phalanges de l'Ordre noir (de Pierre Christin et Enki Bilal qui collaborait à Pilote depuis 1972)
  - Le Vagabond des Limbes (de Julio Ribera et Christian Godard)
- 1981 :
  - Cargal - Légendes du chevalier Cargal de Gil Formosa et Pecqueur